# Kalettomanjärvi (sjö i Mellersta Österbotten)
Kalettomanjärvi är en sjö i Finland. Den ligger i kommunen Halso i landskapet Mellersta Österbotten, i den centrala delen av landet, 400 km norr om huvudstaden Helsingfors. Kalettomanjärvi ligger 172 meter över havet. Arean är 9,2 hektar och strandlinjen är 1,49 kilometer lång. Sjön  ingår i Perho å huvudavrinningsområde. 